# Barre-des-Cévennes
Barre-des-Cévennes là một xã ở tỉnh Lozère trong vùng Occitanie, phía nam nước Pháp.